# La Palma (Kolumbia)
La Palma – miasto w Kolumbii, w departamencie Cundinamarca.